# Lepidocolaptes falcinellus
Lepidocolaptes falcinellus е вид птица от семейство Furnariidae.

## Разпространение
Видът е разпространен в Аржентина, Бразилия и Парагвай.